# AVG Antivirus
AVG AntiVirus ist ein Antivirenprogramm des tschechischen Herstellers für Sicherheitssoftware AVG Technologies CZ s.r.o. mit Sitz in Brünn, der seit Oktober 2016 zur Avast-Unternehmensgruppe gehört.

## Geschichte
Der ursprüngliche Entwickler war Jan Gritzbach, der gemeinsam mit Tomas Hofer im Jahr 1990 in Tschechien das Unternehmen Grisoft gegründet hatte.
Der Name AVG wurde als Abkürzung zu Anti-Virus Grisoft gebildet. Ab 1999 entschied sich Jan Gritzbach sein bisheriges Geschäftsmodell des Softwareverkaufs zu ändern und bot registrierten Privatkunden seine Antiviruslösung auch in einer kostenlosen Variante an. Nur ein Jahr nach Verkauf des Unternehmens an die Prager Investmentgesellschaft Benson Oak Capital im Jahr 2001 entfiel die Registrierungspflicht. Das neue Management bot ab 2002 die jeweils aktuelle Version auch anonymen Besuchern der Unternehmenswebsite zum Download an.
Im Jahr 2005 investierte Intel in das plattformübergreifend tätige Unternehmen. Ein Jahr später zählte AVG Antivirus mit zu den ersten Produkten, die sich für die Beta-Versionen von Microsoft Vista qualifizieren konnten. Das Unternehmen verlegte seinen Sitz nach Amsterdam, änderte den Namen in AVG Technologies N.V. und wurde ab 2012 an der New Yorker Börse unter dem Börsenkürzel „AVG“ gehandelt.
Am 7. Juli 2016 kündigte Avast Software B.V., die niederländische Muttergesellschaft von Avast Software s.r.o., dem Hersteller des Konkurrenzprodukts Avast Antivirus, die Übernahme der niederländischen AVG Technologies N.V. an. Den bisherigen Anteilseignern wurden 25 US-Dollar je Aktie angeboten, was etwas mehr als 30 % Aufschlag sowohl zum Schlusskurs am 6. Juli als auch zum durchschnittlichen Handelswert der Anteile in den vergangenen sechs Monaten entsprach. Bis zum 3. Oktober 2016 konnte die Übernahme erfolgreich abgeschlossen werden. Kurz darauf beendete die neue Mehrheitseigentümerin den öffentlichen Handel von AVG-Aktien durch Delisting von der New Yorker Börse. Die eigentliche Software-Schmiede, die tschechische Tochter AVG Technologies CZ s.r.o. besteht neben der ebenfalls tschechischen Avast Software s.r.o. weiter und führt die AVG-Produktlinie fort.

## Eigenschaften
AVG Anti-Virus ist modular konzipiert. Die Basisfunktionen, wie die Erkennung von Malware, Trojanern, Viren, Würmern und Spyware sind stets enthalten. Darüber hinaus bietet die Software beispielsweise die Überprüfung von Suchmaschinen-Ergebnissen auf ihre Sicherheit, mit Hilfe der firmeneigenen Technologie AVG Link Scanner. Über die Basisfunktionen hinausgehende Module werden zwar stets angezeigt, sind aber teilweise nur in den jeweils kostenpflichtigen Produktvarianten aktiviert.

### Varianten
AVG AntiVirus FREE ist eine kostenlos erhältliche Version mit den Basisfunktionen, in welcher regelmäßig Werbung für die umfangreichere, aber kostenpflichtige Variante der Software eingeblendet wird. Ihr Schutz konzentriert sich vor allem auf die Nutzung des Internets durch Privatanwender, wie das Suchen und Lesen von Webseiten, sowie die Teilnahme an sozialen Netzwerken.
AVG Internet Security ist um eine Personal Firewall und zusätzliche Komponenten erweitert. Die Identity Protection, die bislang unbekannte Schadsoftware an ihrem Verhalten erkennt, wurde zunächst mit dieser Version eingeführt, zählt aber inzwischen zu den frei erhältlichen Basisfunktionen.
AVG Ultimate ergänzt den Virenschutz um eine sogenannte „TuneUp-Lösung“ mit dem Zweck, durch Optimierung von Einstellungen des Betriebssystems die allgemeine Systemleistung zu verbessern.
Die AVG AntiVirus Business Edition beinhaltet jeweils ein Verwaltungsprogramm zur Installation und Konfiguration in Netzwerken von zentraler Stelle aus.
Ebenfalls kostenlos erhältlich ist die AVG Rescue CD, ein auf Linux basierendes Image, die unabhängig von einem möglicherweise beschädigten oder durch Viren befallenes Betriebssystem direkt von einer bootfähigen CD oder einem USB-Sticks gestartet werden kann.

### Kritik
Zeit Online veröffentlichte im September 2015 einen Beitrag, welcher der Antivirensoftware von AVG vorwirft, sie verhalte sich nach einer Änderung der Datenschutzrichtlinien selbst wie eine Spyware.
Am 2. Dezember 2019 entschied sich die Mozilla Foundation als Hersteller des Firefox-Browsers, sowohl AVG Online Security als auch Avast Online Security aus dem Addon-Katalog zu entfernen. Das Newsportal gHacks Tech News berichtete zum Hintergrund, der Hersteller von Adblock Plus habe festgestellt, dass die Addons weitaus mehr Informationen aus der Verlaufshistorie des Browsers an Avast versenden, als für ihre Funktion notwendig wäre. Avast und Mozilla seien nun im Gespräch zur Frage, ob diese Addons wieder in den Katalog aufgenommen werden oder stattdessen von Mozilla auf die Liste der blockierten Anwendungen gesetzt werden. Avast erklärte in einer Stellungnahme am 4. Dezember 2019, dass die Erweiterung den Surf-Verlauf des Nutzers erfassen müssten, um diesen vor Attacken schützen zu können. Dies geschehe, ohne die Identifikation eines Benutzers zu erfassen oder zu speichern. Aktualisierte Versionen, die allen neuen von Mozilla an Erweiterungen gestellten Anforderungen „vollständig entsprechen und transparent sind“, sollen in naher Zukunft „wie gewohnt im Mozilla Store erhältlich sein“. Im Verzeichnis für den Google-Chrome-Browser blieben die Avast- und AVG-Addons durchgehend gelistet.